# (3886) Shcherbakovia
(3886) Shcherbakovia (1981 RU3) – planetoida z pasa głównego asteroid okrążająca Słońce w ciągu 4,62 lat w średniej odległości 2,77 j.a. Odkrył ją Nikołaj Czernych 3 września 1981 roku.